# Acrisure Arena
Acrisure Arena – wielofunkcyjna arena o pojemności 10 000 miejsc siedzących, znajdująca się w Thousand Palms w hrabstwie Riverside, w dolinie Coachella w stanie Kalifornia. Arena rozpoczęła budowę 2 czerwca 2021 roku na obszarze 43,35 akrów (17,54 ha) ziemi w pobliżu miasta Palm Desert, pomiędzy autostradą międzystanową 10 a polem golfowym Classic Club. Jest to arena domowa dla drużyny Coachella Valley Firebirds z ligi hokeja na lodzie American Hockey League. Firma Acrisure, specjalizująca się w technologii finansowej, zapłaciła nieujawnioną sumę za prawo do nazwania areny na okres 10 lat.

## Historia
26 czerwca 2019 roku podano informację, że właściciel przyszłego zespołu Seattle Kraken wybrał Palm Springs jako lokalizację dla drużyny afiliowanej zespołu AHL w Seattle, a grupa Agua Caliente Band of Cahuilla Indians oraz Oak View Group (OVG) połączyły siły w celu budowy areny na ziemi należącej do plemienia jako siedziby proponowanego zespołu ekspansji. Szacowano, że 10 000-miejscowa arena kosztowałaby 250 milionów dolarów. Tim Leiweke, CEO OVG, opierał się na studium wykonalności dotyczącym przyszłości wydarzeń sportowych i turystyki w Dolinie Coachella, niezależnie opracowanym przez Coachella Sports & Entertainment Stadium Authority oraz organizację non-profit SoCal Coyotes Sports Leadership Organization, jako dowód na opłacalność wielofunkcyjnej areny w Palm Springs.
Zaproponowana arena miała zostać wybudowana na części parkingów Spa Resort Casino i miała być własnością Agua Caliente Band of Cahuilla Indians, a Oak View Group miał pełnić rolę operatora areny. Planowano również stworzenie przyległego obiektu, który miałby służyć jako miejsce spotkań społeczności przez cały rok, a także jako centrum szkoleniowe dla drużyny AHL. Prace budowlane na arenie miały rozpocząć się w lutym 2020 roku, a jej ukończenie planowano na jesień 2021 roku. Jednak z powodu pandemii COVID-19 i wprowadzonego zakazu organizowania dużych zgromadzeń, w tym koncertów i wydarzeń sportowych, prace zostały wstrzymane. We wrześniu 2020 roku negocjacje OVG z plemieniem zostały zatrzymane, a umowa została zakończona.
16 września 2020 roku Oak View Group i H.N. oraz Frances C. Berger Foundation ogłosili wybór nowej lokalizacji dla areny w środkowej części Doliny Coachella, niedaleko Palm Desert. Jednak otwarcie areny nie nastąpiło wcześniej niż w 2022 roku. Operator areny będzie dzierżawił teren należący do Fundacji pomiędzy autostradą międzystanową 10 a polem golfowym Classic Club, będącym własnością Fundacji. Uroczystość wmurowania kamienia węgielnego pod projekt miała miejsce 2 czerwca 2021 roku.